# VIII съезд КПК
VIII съезд Коммунистической партии Китая проходил в 2 этапа. Первая сессия состоялась 15 — 27 сентября 1956 года в Пекине. Присутствовало 1026 делегатов и 107 кандидатов в делегаты, представлявших 10,73 миллиона членов КПК. Вторая сессия состоялась в закрытом режиме 5 — 23 мая 1958 года.

## Первая сессия

### Повестка дня
Вступительная речь Мао Цзэдуна, политический доклад Лю Шаоци, доклад Чжоу Эньлая о предложениях по второму пятилетнему плану развития народного хозяйства и доклад Дэн Сяопина об изменениях в Уставе партии.

### Итоги
Съезд разработал предложения по второму пятилетнему плану развития народного хозяйства КНР (1958—1962), в которых говорилось: «Центральная задача второго пятилетнего плана по-прежнему состоит в преимущественном развитии тяжелой промышленности». Был принят новый устав КПК, провозгласивший идеологической основой партии марксизм-ленинизм, положение о руководящей роли «идей Мао Цзэдуна» было убрано из устава.
Съезд избрал Центральный комитет КПК 8-го созыва в составе 97 членов и 73 кандидатов в члены ЦК КПК. Первый пленум ЦК КПК 8-го созыва избрал новый центральный руководящий орган, Мао Цзэдуна — председателем ЦК КПК, Лю Шаоци, Чжоу Эньлая, Чжу Дэ, Чэнь Юня — заместителями Председателя, Дэн Сяопина — Генеральным секретарем ЦК КПК, членами Постоянного Комитета Политбюро ЦК КПК стали Мао Цзэдун, Лю Шаоци, Чжоу Эньлай, Чжу Дэ, Чэнь Юнь и Дэн Сяопин.

## Вторая сессия
5 — 23 мая 1958 года в закрытом режиме состоялась вторая сессия VIII съезда КПК, ознаменовавшая окончательный отказ КПК от использования советского опыта. Было объявлено о переходе к «курсу трёх красных знамён» (новая «генеральная линия» на построение в КНР социализма по принципу «больше, быстрее, лучше, экономнее», политика «большого скачка», создание «народных коммун»), призванному обеспечить ускоренное развитие КНР, вывести её в разряд ведущих мировых держав и обеспечить ей лидерство в международном коммунистическом движении.